# Henryk Kroll (duchowny)
Henryk Kroll (ur. 1943, zm. 14 maja 2006 w Żalnie) – polski ksiądz, duchowny rzymskokatolicki. Proboszcz parafii w Żalnie koło Tucholi.

## Życiorys
Pochodził z Bytonia. Święcenia kapłańskie przyjął 20 maja 1967 roku w Pelplinie. Był wikariuszem w: Luzinie, Linowie Królewskim, Tczewie i Sierakowicach. 15 czerwca 1978 roku został skierowany do pracy duszpasterskiej w sanktuarium Królowej Kaszub w Sianowie. Proboszczem parafii w Żalnie został 1 lipca 1983 roku.
Był pomysłodawcą wprowadzenia godziny policyjnej dla nieletnich na obszarze powiatu tucholskiego. W opublikowanym liście zamieszczonym w „Tygodniku Tucholskim” apelował do radnych gmin na terenie powiatu w tej sprawie. Jak pisał: Trzeba zmusić rodziców, by bardziej pilnowali swoich pociech. Można zarządzić godzinę policyjną (może być inna nazwa) – dla dzieci i młodzieży. Tak dalej być nie może. Muszą być sposoby na ujarzmianie dzieci.
W swoich kazaniach często poruszał tematy polityczne. Po wygranych wyborach parlamentarnych przez Sojusz Lewicy Demokratycznej zrezygnował z przekazania „znaku pokoju”. Jak tłumaczył, wówczas mógłby podać rękę zdrajcom, którzy głosowali na „czerwonych”.
Ze względu na polityczne kazania, ksiądz otrzymywał anonimowe pogróżki, które przesyłano mu pocztą lub nagrywano na automatycznej sekretarce.

### Zabójstwo
Został zamordowany w nocy z 13 na 14 maja 2006. Bandyci włamali się na plebanię, związali księdza, a następnie go udusili. Po zabójstwie włamywacze ukradli rzeczy o wartości 20 tys. złotych. Jak wykazało później śledztwo, sprawcy dobrze znali plebanię, gdyż jeden z nich był w przeszłości ministrantem. Ciało Krolla znaleziono na plebanii rankiem 14 maja. Dnia 23 maja odbył się jego pogrzeb. Obecny na pogrzebie był ówczesny wicepremier Roman Giertych. Sprawa zabójstwa księdza Krolla była również dwukrotnie prezentowana w Magazynie Kryminalnym 997.
W lipcu 2007 roku zatrzymano sprawcę zabójstwa, Patryka Leśniewicza, oraz jego wspólników, którzy uczestniczyli w rozboju: Marcina Machajewskiego, Rafała Skowrońskiego i Michała Giłkę. Pod koniec grudnia 2008 roku Leśniewicza skazano za zabójstwo na 25 lat pozbawienia wolności, Machajewskiego za rozbój na karę ośmiu lat, Skowrońskiego za rozbój na karę siedmiu lat, a Giłkę, który podczas mordowania księdza i plądrowania stał na czatach, skazano na karę pięciu lat pozbawienia wolności za rozbój. Sędzia zdecydował się na ujawnienie danych bandytów ze względu na wstrząsające okoliczności morderstwa.

## Upamiętnienie
W 2023 roku ks. Henryk Kroll został patronem ulicy znajdującej się nieopodal cmentarza parafialnego w Żalnie. Nadaniu nazwy ulicy, towarzyszyło również odsłonięcie tablicy pamiątkowej poświęconej ks. Henrykowi Krollowi.